# Veselsko
Veselsko je dobrovolný svazek obcí v okresu Jindřichův Hradec a okresu Tábor, jeho sídlem je Veselí nad Lužnicí a jeho cílem je všeobecná ochrana životního prostředí v zájmovém území při dosahování ekologické stability zájmového území a jeho trvalé obyvatelnosti. Společný postup při řešení otázek protipovodňové ochrany. Koordinace významných investičních akcí v zájmovém území. Koordinace obecních a územních plánování v regionálním měřítku. Slaďování zájmů a činností místních samospráv a společné ovlivňování výkonu státní správy v zájmovém území. Vytváření zmnožování a správa společného majetku svazku. Zastupování členů svazku při jednání o společných věcech s třetími osobami (orgány státní správy, obchodními partnery, kontrolními orgány apod.) Zajišťování a vedení předepsané písemné, výkresové, technické a jiné agendy jednotlivých společných akcí. Propagace Svazku a jeho zájmového území. Sdružuje celkem 19 obcí a byl založen v roce 2003.

## Obce sdružené v mikroregionu
- Borkovice
- Bošilec
- Drahotěšice
- Drahov
- Dynín
- Mazelov
- Mažice
- Neplachov
- Řípec
- Sviny
- Újezdec
- Val
- Vesce
- Veselí nad Lužnicí
- Vlkov (okr. Tábor)
- Vlkov (okr. České Budějovice)
- Zálší
- Zlukov
- Žíšov